# 奧格拉本河 (邁靈巴赫河支流)
48°47′4.36″N 11°26′54.19″E / 48.7845444°N 11.4483861°E
奧格拉本河（德語：Augraben），是德國的河流，位於該國東南部，由巴伐利亞負責管轄，屬於邁靈巴赫河的右支流，河道全長12公里，發源自布克斯海姆以東。